# Hughes TH-55 Osage
Hughes TH-55 Osage — американский лёгкий тренировочный вертолёт, впервые поднялся в воздух в 1956 году. Разработан фирмой Хьюз Геликоптерс (англ. Hughes Helicopters) для Армии США. На его базе была разработана гражданская модификация Хьюз 269 (англ. Hughes 269). По лицензии вертолёт модели 269 строился в Италии фирмой «Бреда Нарди» и в Японии фирмой «Кавасаки». Хьюз 300С (англ. Hughes 300С) — усовершенствованный вариант вертолёта Хьюз 269. Первый полёт состоялся в августе 1984 года. После покупки фирмы «Хьюз Геликоптер» компанией «МакДоннелл Дуглас» права на вертолёт были проданы фирме «Швейцер» (англ. Schweizer). С 1983 вертолеты выпускались под обозначением Schweizer 300C и 300СВ. Компания Schweizer в 2004 году была приобретена компанией Sikorsky Aircraft. С февраля 2009 вертолет выпускается как Sikorsky S-300C. Вертолет широко используется в качестве учебного в военных и гражданских лётных школах, в авиации общего назначения.

## Конструкция
Вертолёт выполнен по одновинтовой схеме, с рулевым винтом. Фюзеляж ферменной конструкции из стальных труб. Несущий винт-трехлопастный, крепление лопасти-трёхшарнирное. Рулевой винт двухлопастный, хвостовая балка - алюминиевая труба. Двигатель- поршневой HIO-360-D1A (устанавливалось несколько его модификаций), в модели 300СВ-карбюраторный, SBi- инжекторный. Управление вертолетом — механическое, гидравлическая система в контуре управления отсутствует. Кабина двухместная или трехместная (в последнем случае устанавливается съемное сиденье для пассажира между левым и правым креслами). Вариант с двойным управлением выпускается для лётного обучения. Вертолет может оборудоваться надувными поплавками для эксплуатации с воды.

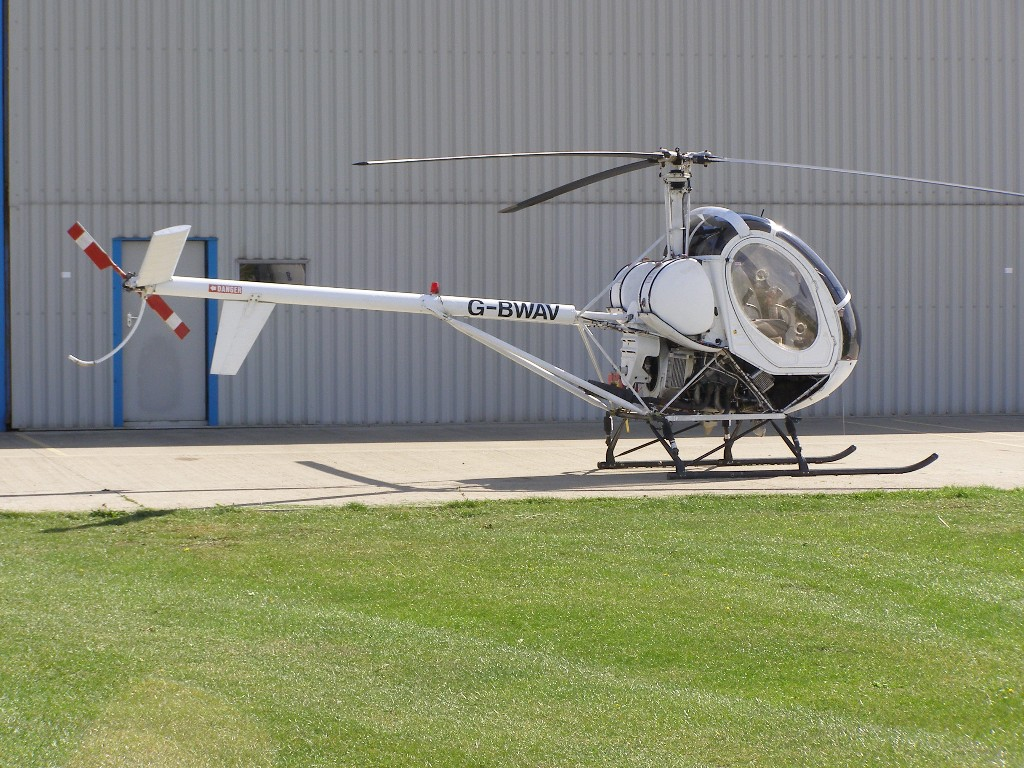
Schweizer 300C

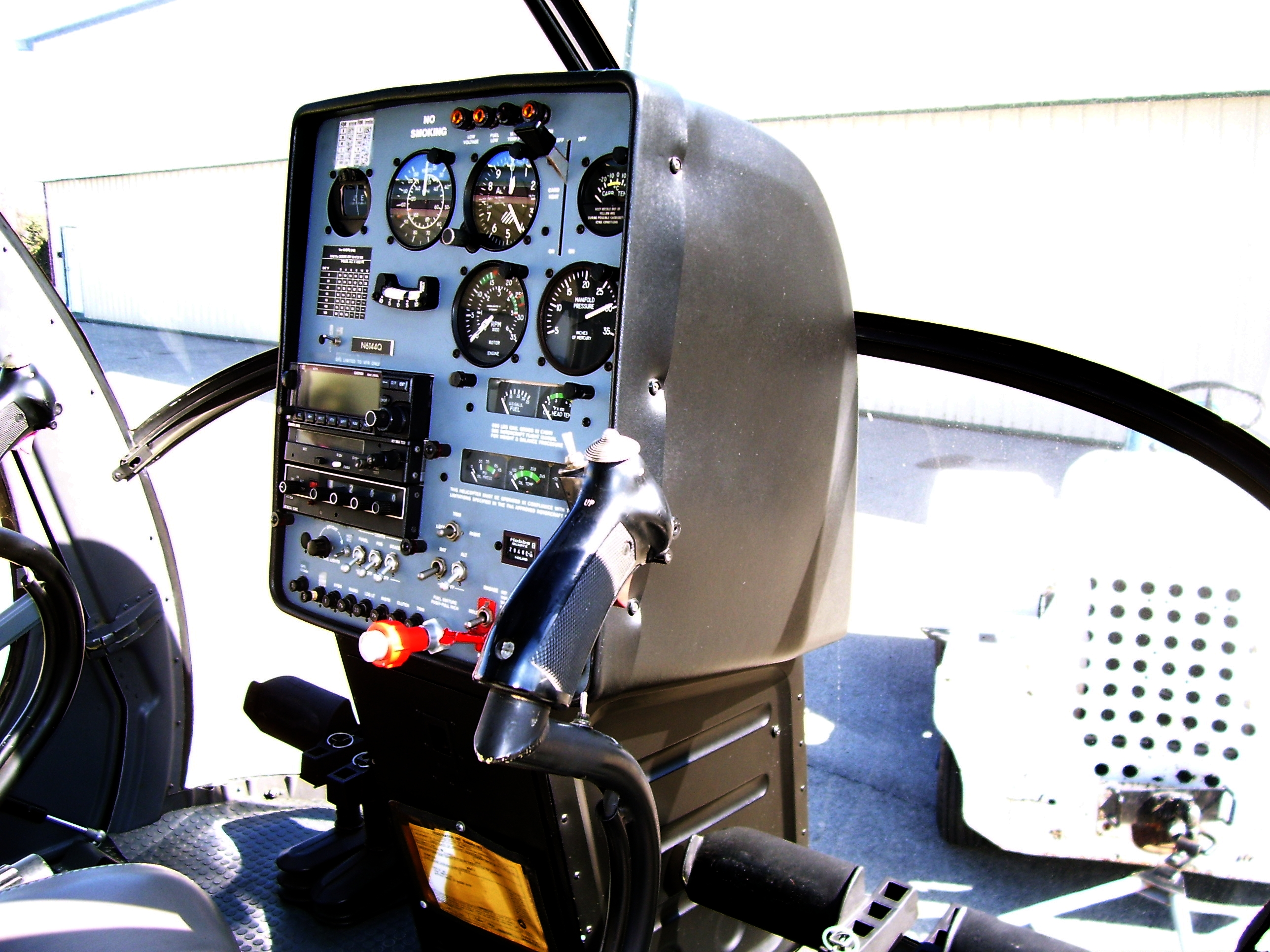
Кабина Schweizer 300CB

## Тактико-технические характеристики
Экипаж: 1
Пассажиры: 1—2
Силовая установка: 1×6-цилиндровый ПД Avco Lycoming HIO-360-D1A мощностью 180 л.с
Диаметр несущего винта: 8,18 м
Длина с вращающимися винтами: 9,40 м
Высота: 2,67 м
Взлётный вес: 930 кг
Вес пустого: 476 кг
Крейсерская скорость: 153 км/ч
Потолок: 3110 м
Дальность полёта с резервом топлива: 370 км.